# Das verlorene Tal: Ein Roman von Jagd und Liebe
Das verlorene Tal: Ein Roman von Jagd und Liebe ist ein Heimatroman, den Gustav Renker 1931 im Friedrich Reinhardt Verlag veröffentlichte.

## Handlung
Den Einwohnern einer abgelegenen Bergregion ist der Lawinenschutzwald heilig. Eine alte Legende berichtet von einem verlorenen, paradiesischen Tal, das in den darüberliegenden Bergen zu finden sein soll. Die Protagonistin (Verena Stettler) hat von der Gemeinde eine Radiummine erworben und benötigt vom Schlossherrn (Rene von Eisten), dem zweiten Protagonisten, die Erlaubnis, auf seinem Boden, auf dem sich der Bannwald befindet,
eine Exploration durchzuführen. Die ansässigen Bauern sabotieren diese jedoch mit Billigung von Verena. Rene, der auch Flieger ist, versucht, mit seinem Flugzeug das geheime Tal zu finden. Das Unternehmen scheitert jedoch an den Wetterverhältnissen. Verenas Verlobter will kletternd das ominöse Tal finden, stürzt aber ab. Als dieser von Verena und Rene gefunden wird, zeigt sich ein unterirdischer Felsengang, von dem sich herausstellt, dass es der geheime Zugang zum gesuchten Tal ist. Die Protagonisten entdecken abschließend ihre Liebe zueinander.
Die Geschichte nährte Blut-und-Boden-Klischees und wurde 1934 von Edmund Heuberger unter dem gleichen Titel verfilmt.